# Saudade, saudade
"Saudade, saudade" (estilizada em minúsculas: "saudade, saudade") é uma canção da cantora portuguesa MARO, que representa Portugal no Festival Eurovisão da Canção 2022, em Turim, Itália, depois de ganhar o Festival RTP da Canção 2022, com a pontuação máxima (vinte e quatro pontos - doze do televoto e doze do júri regional).
O tema foi intepretado na 1ª semifinal do longevo concurso pan-europeu, a 10 de maio de 2022, tendo sido um dos 10 temas - entre 17 - a passar à final do mesmo, que ocorrerá no dia 14 de maio.
A canção foi interpretada pela primeira vez ao vivo em Avinyó, Barcelona, a 18 de fevereiro.

## Versões
Três dias após a vitória de MARO, FF, o terceiro classificado, interpretou a música nas redes sociais, elogiando a canção vencedora.

## Receção
No dia 24 de janeiro, três dias após a revelação das músicas concorrentes ao Festival RTP da Canção 2022, "saudade, saudade" já era a canção concorrente mais ouvida no Spotify, com 12.715 reproduções. A 20 de fevereiro, entrou no top Portugal Viral 50 do Spotify, liderando a 8 de março.
Após a sua vitória, a canção entrou no terceiro lugar no Spotify Portugal, com a sua atuação na final a liderar as tendências do Youtube.